# Camp David

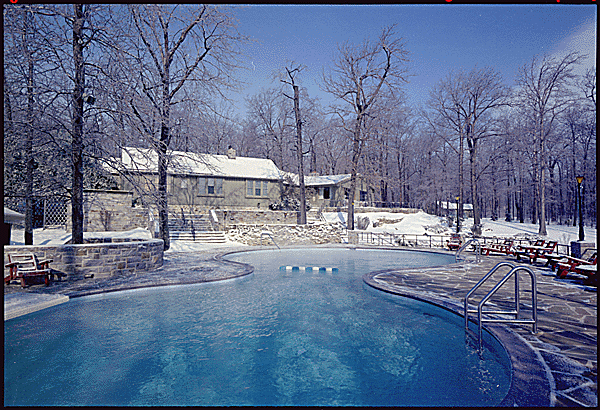
Camp David

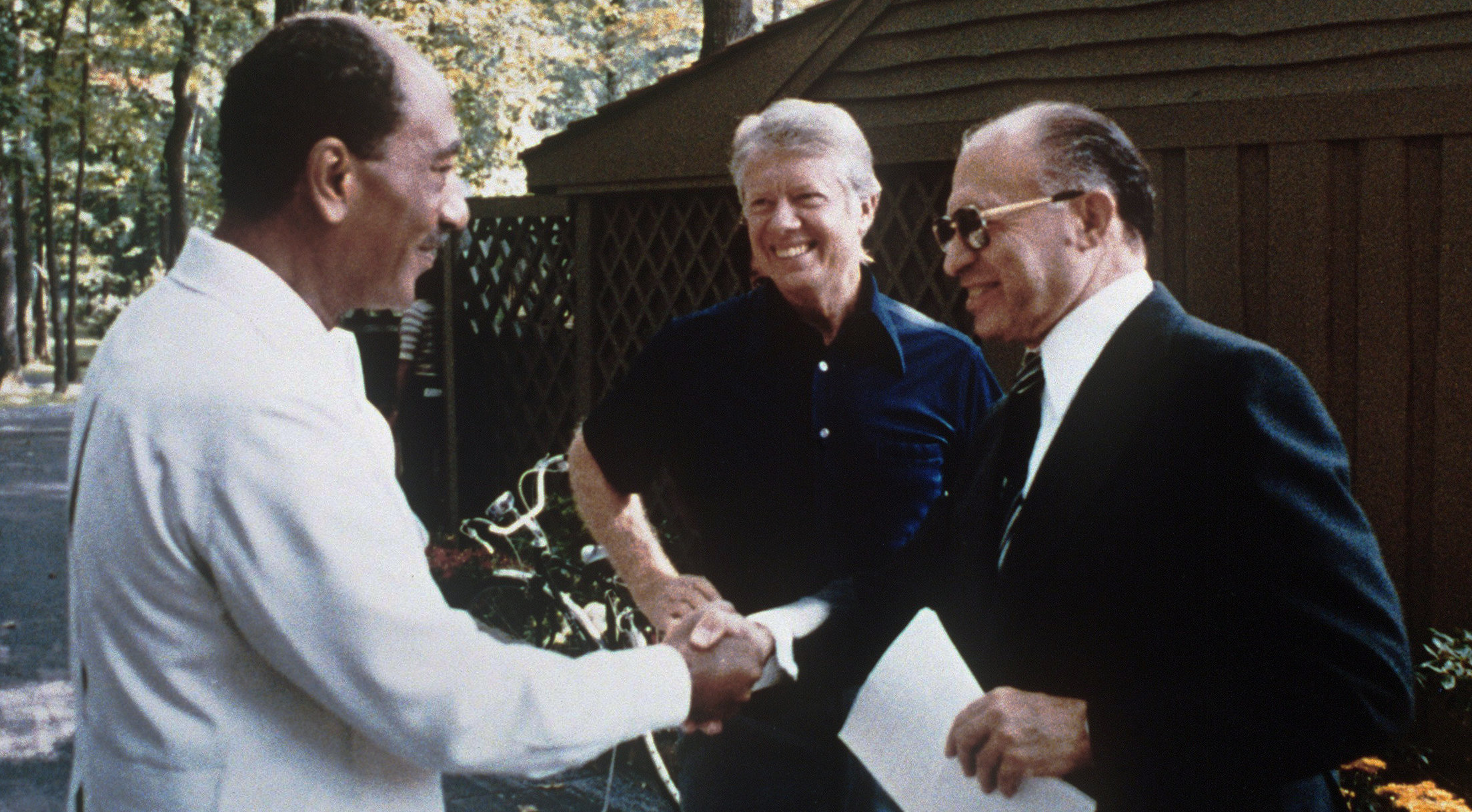
De gesprekspartners voor de Camp Davidakkoorden

Camp David werd in 1942 opgericht als buitenverblijf voor president Franklin D. Roosevelt van de Verenigde Staten. Het is gelegen in de Catoctin Mountains, nabij Thurmont in de staat Maryland, ongeveer 100 km ten noordwesten van Washington D.C. Het werd aanvankelijk Camp Shangri-La genoemd. In 1953 wijzigde president Dwight D. Eisenhower de naam in Camp David, vernoemd naar zijn vader en kleinzoon, beiden met de voornaam David.
Naast het persoonlijke verblijf van de president, dat Aspen Lodge heet, zijn er verschillende gastenverblijven die namen dragen als Maple (Esdoorn), Dogwood (Kornoelje) enzovoorts. De president en zijn gasten kunnen beschikken over allerlei faciliteiten zoals een zwembad, tennisvelden en een golfterrein.
In Camp David kwamen verschillende buitenlandse leiders belangrijke gesprekken voeren met de president, en er werden diverse akkoorden gesloten. Zeer bekend zijn de Camp David-akkoorden die tijdens het presidentschap van Jimmy Carter in 1978 tussen Israël en Egypte gesloten werden.
Het domein wordt dag en nacht bewaakt. De bewaking van het hele complex valt onder de bevoegdheid van het United States Marine Corps en ook het personeel wordt geleverd door de United States Navy en het Marine Corps. Het is daarmee een militaire basis, die officieel wordt aangeduid als Naval Support Facility Thurmont.